# 川島信二
川島 信二（かわしま しんじ、1982年11月24日 - ）は日本中央競馬会 (JRA) ・栗東トレーニングセンター所属の調教助手、元騎手。
田島良保は義父（妻の父）にあたる。また叔父（母の妹の夫）にインパルスヒーローなどを所有した馬主である佐々木完二（故人）がいる。

## 来歴
東京都練馬区出身。3歳上の兄と3歳下の双子の妹がいる。小学2年から始めた野球は中学を卒業するまで続けたが、小学校高学年の頃からは競馬にも興味を持ち始めた。中学校の担任の先生に紹介してもらった千葉県にある宝馬乗馬学校（アニマル・ベジテイション・カレッジの前身）にて兄弟で練習を積む。同時期にナリタブライアンとマヤノトップガンが壮絶な叩き合いを演じた阪神大賞典をテレビ観戦し感動して本気で騎手を目指すようになった。中学3年の時に競馬学校に受験し見事合格。競馬学校第17期生の同期には難波剛健、田中亮、大庭和弥、小坂忠士、平沢健治らがいる。2001年に騎手免許を取得、関東の所属を希望している同期の多くが関係者の二世であることを知ると、あえて関西を希望し、栗東・安藤正敏厩舎へ所属。
初騎乗は3月3日、中京競馬第1競走のイスズペルルで、10頭立ての10着だった。初勝利は同年3月4日の中京競馬第5競走で、オースミダイモンに騎乗してのものであった。
2003年、小倉大賞典にて重賞初勝利。また、オースミハルカとのコンビで3勝を挙げている。同馬では2003年のクイーンステークスでファインモーションを破り、2004年に同レースを連覇。また2004年、2005年のエリザベス女王杯で2年連続2着するなどの成績を挙げている。
2004年に田島良保調教師の三女と結婚。
2006年1月7日、京都競馬第4競走をマイネルオレア号に騎乗して勝利し、JRA通算100勝を達成した。
2011年7月9日、函館競馬第4競走をアイムヒアー号に騎乗して勝利し、JRA通算200勝を達成した。
2017年10月5日、栗東でのゲート練習の際に落馬し、胸椎2か所を圧迫骨折して1か月半の戦線離脱。11月7日に栗東トレセンでの調教には復帰した。
2018年3月3日、阪神競馬第3競走をヒロノライデン号に騎乗して勝利し、JRA通算300勝を達成した。2017年9月17日に299勝目を挙げてから82戦とけが5か月半を要した。
2020年8月21日より栗東・新谷功一厩舎所属となったが、2023年8月21日付で新谷功一厩舎を離れフリーになる。
2024年2月25日、JRA騎手最終日は阪神競馬場で4鞍に騎乗し、最後の騎乗は8Rのピジョンブラッドの9着。2月27日には名古屋競馬8RのJRA交流競走の名古屋CCストロベリー賞でミエノソニックに騎乗し12頭立ての12着でラスト騎乗を終えた。
2024年2月29日付で騎手を引退し、引退後は庄野靖志厩舎で調教助手に転業する。

## 主な騎乗馬
- マイネルブラウ（2003年小倉大賞典）[5]
- オースミハルカ（2003年クイーンステークス、2004年クイーンステークス、府中牝馬ステークス、エリザベス女王杯2着、2005年エリザベス女王杯2着）
- タイセイブレーヴ（2003年兵庫ジュニアグランプリ）[13]
- ブルーメンブラット（2007年斑鳩ステークス）
- クリノダイシス（2008年たんぽぽ賞）[13]
- オースミイチバン（2012年兵庫チャンピオンシップ、2013年ダイオライト記念）[13]
- ストークアンドレイ（2012年函館2歳ステークス）
- マカニビスティー（2013年大沼ステークス）
- マドリードカフェ（2016年万葉ステークス）
- タガノディグオ（2017年兵庫チャンピオンシップ）[13]

## エピソード
- フリーに転向する以前に所属していた安藤正敏厩舎は、1993年に落馬事故で死亡した岡潤一郎が生前所属した厩舎で、安藤から厩舎に来た最初の日に「岡ぐらいにならんと、アカンで……」[5]と言われて、岡の鞭を託された[5]。初勝利の際にその鞭を使用し[5]、今もお守りとして所有しているという。
- キノコが好きであり、調教のウエアはキノコの刺繍入りである[14]。また北海道大学へキノコ図鑑（五十嵐恒夫著『北海道のキノコ』）を買いに行ったことがある。
- 将棋が趣味で、プロ棋士との交流もある。2008年には囲碁・将棋チャンネルの「お好み将棋道場」（芸能界やスポーツ界の将棋愛好者がプロに駒落ちで挑戦する番組）で中村桃子女流2級に二枚落ちで勝利した。2012年11月21日には栗東の近くの近江八幡市で行われた竜王戦第4局を知り合いの伊奈祐介六段と観戦に訪れている[15]。
- 声優の野村道子と深い親交があり、2004年の川島の結婚式では、当時出演していたテレビアニメ「サザエさん」の磯野ワカメ、「ドラえもん」の源静香の声で祝福メッセージを寄せられた[16]。
- 主戦を務め、2019年の関屋記念2着などの実績を残したミエノサクシードの当初の馬主は叔父の佐々木（先述）であった[2]。甥である川島を騎乗させるために佐々木が手に入れた馬であったが、デビューまでに佐々木が死去したため里見美惠子[注 1]の所有となり、また馬名には「継承する」を意味する「サクシード（Succeed）」が用いられた[2]。

## 騎乗成績
|            | 日付          | 競馬場・開催  | 競走名                 | 馬名             | 頭数 | 人気 | 着順 |
| ---------- | ------------- | ------------- | ---------------------- | ---------------- | ---- | ---- | ---- |
| 初騎乗     | 2001年3月3日  | 1回中京1日1R  | 3歳未勝利              | イスズペルル     | 10頭 | 10   | 10着 |
| 初勝利     | 2001年3月4日  | 1回中京2日5R  | 4歳上500万円下         | オースミダイモン | 16頭 | 3    | 1着  |
| 重賞初騎乗 | 2002年2月3日  | 2回京都4日11R | シルクロードステークス | スニーカー       | 16頭 | 12   | 13着 |
| 重賞初勝利 | 2003年2月9日  | 1回小倉8日11R | 小倉大賞典             | マイネルブラウ   | 16頭 | 11   | 1着  |
| GI初騎乗   | 2003年3月30日 | 1回中京8日11R | 高松宮記念             | シベリアンメドウ | 18頭 | 15   | 10着 |

| 年度   | 1着 | 2着 | 3着 | 騎乗数 | 勝率 | 連対率 | 複勝率 |
| ------ | --- | --- | --- | ------ | ---- | ------ | ------ |
| 2001年 | 10  | 16  | 14  | 208    | .048 | .125   | .192   |
| 2002年 | 32  | 35  | 33  | 447    | .072 | .150   | .224   |
| 2003年 | 22  | 21  | 28  | 409    | .054 | .105   | .174   |
| 2004年 | 13  | 20  | 28  | 344    | .038 | .096   | .177   |
| 2005年 | 22  | 22  | 35  | 399    | .055 | .110   | .198   |
| 2006年 | 20  | 27  | 31  | 429    | .047 | .110   | .182   |
| 2007年 | 18  | 15  | 31  | 395    | .046 | .084   | .162   |
| 2008年 | 13  | 16  | 21  | 322    | .040 | .090   | .155   |
| 2009年 | 25  | 28  | 19  | 340    | .074 | .156   | .212   |
| 2010年 | 14  | 20  | 28  | 371    | .038 | .092   | .167   |
| 2011年 | 18  | 18  | 18  | 340    | .053 | .106   | .159   |
| 2012年 | 25  | 23  | 17  | 417    | .060 | .115   | .156   |
| 2013年 | 11  | 14  | 10  | 350    | .031 | .071   | .100   |
| 2014年 | 21  | 12  | 26  | 345    | .061 | .096   | .171   |
| 2015年 | 11  | 14  | 12  | 300    | .037 | .083   | .123   |
| 2016年 | 16  | 15  | 19  | 240    | .067 | .129   | .208   |
| 2017年 | 8   | 16  | 13  | 221    | .036 | .109   | .167   |
| 2018年 | 8   | 7   | 8   | 211    | .038 | .071   | .109   |
| 2019年 | 10  | 12  | 6   | 193    | .052 | .114   | .145   |
| 2020年 | 10  | 9   | 13  | 201    | .050 | .095   | .159   |
| 2021年 | 5   | 8   | 7   | 140    | .036 | .093   | .143   |
| 2022年 | 2   | 1   | 2   | 85     | .024 | .035   | .059   |
| 2023年 | 4   | 5   | 2   | 75     | .053 | .120   | .147   |
| 2024年 | 3   | 0   | 1   | 31     | .097 | .097   | .129   |
| 中央   | 341 | 374 | 422 | 6813   | .050 | .105   | .167   |
| 地方   | 14  | 15  | 10  | 130    | .108 | .223   | .300   |

（2024年2月29日現在 JRA騎手名鑑より）